# Daniel Kablan Duncan
Daniel Kablan Duncan (ur. 30 czerwca 1943 w Ouellé) – ekonomista i polityk Wybrzeża Kości Słoniowej, minister finansów w 1990 oraz minister spraw zagranicznych w latach 2011–2012. Premier w latach 1993–1999 oraz 2012–2017. Wiceprezydent Wybrzeża Kości Słoniowej od 16 stycznia 2017. 

## Życiorys
Daniel Kablan Duncan urodził się w miejscowości Ouellé, położonej w regionie N'zi-Comoé. Od 1957 do 1967 kształcił się w szkole średniej, po czym wyjechał kontynuować naukę za granicą. Przez rok uczęszczał do liceum Lycee Michel Montaigne w Bordeaux w ramach kursu przygotowawczego przed rozpoczęciem studiów. W latach 1964–1967 studiował w instytucie handlowym Institut Commercial de Nancy w Nancy, na którym zdobył dyplom inżyniera. W latach 1967–1968 kontynuował studia w paryskim instytucie Institut de Commerce International de Paris, specjalizując się w zakresie handlu międzynarodowego.
Po powrocie do kraju, w latach 1970–1973 pracował w Ministerstwie Finansów jako wicedyrektor ds. interwencji i stosunków gospodarczych z zagranicą. Od 1973 do 1974 był analitykiem w ramach Międzynarodowego Funduszu Walutowego. Następnie, w latach 1974–1986, pracował w strukturach Centralnego Banku Państw Afryki Zachodniej (BCEAO), zajmując przez pierwsze cztery lata stanowisko szefa służb w agencji BCEAO w Abidżanie, a następnie urząd wicedyrektora BCEAO ds. Wybrzeża Kości Słoniowej.
Od 1986 do 1987 był dyrektorem generalnym Caisse Nationale de Prevoyance Sociale de Cote d'Ivoire (CNPS). W latach 1989–1990 pełnił funkcję dyrektora ds. informatyki w siedzibie BCEAO w Dakarze.
W lipcu 1990 wszedł po raz pierwszy w skład rządu, obejmując stanowisko ministra finansów, które zajmował do listopada. Od listopada 1990 do grudnia 1993 pełnił funkcję ministra delegowanego przy premierze Alassane'ie Ouattarze ds. gospodarki, finansów, budżetu, planowania, handlu i przemysłu. 
11 grudnia 1993 objął stanowisko szefa rządu, co nastąpiło kilka dni po śmierci prezydenta Félixa Houphouët-Boigny'ego oraz rezygnacji z urzędu przez premiera Ouattarę po nieudanej rywalizacji o sukcesję po zmarłych szefie państwa. W konsekwencji, stanowisko prezydenta objął przewodniczący parlamentu Henri Konan Bédié. Przez sześć lat urzędowania Duncan prowadził politykę stabilizacji gospodarczej po kryzysie końca lat 80., a w 1994 nadzorował proces dewaluacji franka CFA. Stanowisko utracił 23 grudnia 1999, kiedy w kraju doszło do wojskowego zamachu stanu po wodzą Roberta Guéï.
Po kryzysie politycznym w Wybrzeżu Kości Słoniowej i ostatecznym objęciu prezydentury przez Alassane'a Ouattarę, zajął 1 czerwca 2011 stanowisko ministra spraw zagranicznych w rządzie Guillaume’a Soro, które zachował również w gabinecie Jeannota Ahoussou-Kouadio. 
21 listopada 2012, tydzień po zdymisjonowaniu gabinetu premiera Ahoussou-Kouadio, prezydent Ouattara mianował go nowym szefem rządu. Powodem zmian były pogłębiające się różnice pomiędzy dwoma koalicjantami – prezydenckim Zgromadzeniem Republikanów oraz Partią Demokratyczną Wybrzeża Kości Słoniowej, w tym odrzuceniem przez PDCI nowelizacji prawa małżeńskiego. W nowym gabinecie, powołanym 22 listopada 2012 i pomniejszonym z 39 do 28 członków, Duncan objął również stanowisko ministra finansów i gospodarki. 
6 stycznia 2015, kilka miesięcy po zwycięstwie prezydenta Ouattary w wyborach prezydenckich, Duncan podał swój gabinet do dymisji. Jednakże jeszcze tego samego dnia prezydent powierzył mu dalsze pełnienie urzędu. 
Kolejny raz Duncan podał się dymisji 9 stycznia 2017, co było następstwem wyborów parlamentarnych z grudnia 2016. 10 stycznia 2017 prezydent Ouattara nowym szefem rządu mianował Amadou Gon Coulibaly'ego. Tego samego dnia Duncan został mianowany przez prezydenta na stanowisko wiceprezydenta Wybrzeża Kości Słoniowej. 16 stycznia został zaprzysiężony na tym stanowisku. Urząd wiceprezydenta utworzony został na mocy nowej konstytucji, zatwierdzonej w referendum 30 października 2016.
8 lipca 2020 zrezygnował z funkcji wiceprezydenta Wybrzeża Kości Słoniowej.